# Brooke-Spiegler-Syndrom
Das Brooke-Spiegler-Syndrom (Henry Ambrose Grundy Brooke, englischer Dermatologe, Manchester, 1854–1919; Eduard Spiegler, österreichischer Chemiker und Dermatologe, Wien, 1860–1908) ist eine seltene autosomal-dominant erbliche Erkrankung, die mit einer Prädisposition für die Entwicklung von Tumoren der Haut beziehungsweise Hautanhangsgebilde (dermale Zylindrome, Spiradenome, Trichoblastome oder Basalzellkarzinome) einhergeht. Daneben zeigen die betroffenen Patienten auch ein erhöhtes Risiko für die Entwicklung von Speicheldrüsentumoren wie Basalzelladenomen oder Adenokarzinomen der Ohrspeicheldrüse oder der kleinen Mundspeicheldrüsen.

## Molekularpathologie
Zugrunde liegt eine Mutation des CYLD-Tumorsuppressorgens auf Chromosom 16q12–q13. CYLD greift in den NF-κB (Nukleärer Faktor Kappa B)-Signalweg ein und wirkt einer NF-κB-Aktivierung entgegen. NF-κB wiederum ist ein induzierbarer Transkriptionsfaktor, dem eine Schlüsselrolle im Rahmen von Entzündung, Immunantwort und Onkogenese zukommt. Eine NF-κB-Suppression führt unter anderem zu schweren Defekten in der Frühphase der Entwicklung von Hautanhangsgebilden wie Haarfollikeln und Schweißdrüsen. Der genaue Mechanismus der CYLD-abhängigen Tumorentstehung ist jedoch noch unbekannt.